# Concerto Grosso nr. 6 (Schnittke)
Het Concerto Grosso nr. 6 is de laatste compositie in de reeks van Concerti Grossi van de Russische componist Alfred Schnittke. Hij schreef het werk in 1993.
Het Concerto Grosso bestaat uit drie delen:
1. Andante
2. Adagio
3. Allegro vivace

Schnittkes laatste Concerto Grosso is met een duur van 15 minuten zijn kortste werk uit dit genre.

## De compositie
De zes Concerti Grossi die Schnittke in totaal schreef vormen een redelijke weergave van Schittkes muzikaal stilistische ontwikkeling. Het overgrote deel van zijn Concerti Grossi is geschreven in zijn polystilistische stijl. Dit laatste Concerto Grosso wijkt daar echter van af. Het werk zou men min of meer onder de neoklassieke noemer kunnen laten vallen.
Het werk is geschreven voor piano, viool en strijkorkest. Elk deel focust op een bepaalde combinatie van de drie "groepen".
Het Andante is vrij helder van klank waarin de hoofdrollen worden bezet door de piano en het strijkorkest. Het eerste deel heeft wat weg van een Hindemithcompositie. Het Adagio is een intermezzo waarin de viool en de piano een krachtig duet spelen. Het Allegro vivace is geschreven voor alle drie de groepen. Muzikale ideeën uit de eerste twee delen worden verder behandeld.
Schnittke droeg zijn laatste Concerto Grosso op aan de pianiste Victoria Postnikova.